# Assassinato de Manadel al-Jamadi
Manadel al-Jamadi (árabe: مناضل الجمادي) foi um cidadão iraquiano que morreu sob custódia dos Estados Unidos durante um interrogatório da CIA na prisão de Abu Ghraib, em 4 de novembro de 2003. Seu nome se tornou amplamente conhecido em 2004, quando o escândalo de Abu Ghraib ganhou destaque na mídia. Seu cadáver, embalado em gelo, foi o fundo de fotografias amplamente divulgadas dos sorridentes soldados do Exército dos EUA, Sabrina Harman e Charles Graner [en], cada um fazendo um gesto de “polegar para cima”. Al-Jamadi era suspeito de envolvimento em um ataque a bomba que matou 34 pessoas, incluindo um soldado dos EUA, e deixou mais de 200 feridos em uma instalação da Cruz Vermelha em Bagdá.
Al-Jamadi morreu enquanto estava suspenso pelos pulsos, com as mãos algemadas atrás das costas, uma posição condenada por grupos de direitos humanos como tortura. Uma autópsia militar declarou que a morte de Al-Jamadi foi homicídio. Ninguém foi acusado pela sua morte. Em 2011, o procurador-geral Eric Holder anunciou a abertura de uma investigação criminal completa sobre o caso. Em agosto de 2012, Holder afirmou que nenhuma acusação criminal seria apresentada.

## Circunstâncias da morte
Os SEALs da Marinha dos EUA prenderam al-Jamadi após o atentado a bomba contra os escritórios da Cruz Vermelha em Bagdá [en], ocorrido em 27 de outubro de 2003, que matou 34 pessoas, incluindo um soldado americano, e deixou mais de 200 feridos. Aproximadamente às 4 horas da manhã do dia 4 de novembro de 2003, al-Jamadi foi levado pelas forças americanas para a prisão, nu da cintura para baixo, vestindo apenas uma camisa e uma jaqueta roxas, com um saco de areia verde sobre a cabeça, enquanto respondia a perguntas em árabe e em inglês aos seus interrogadores.
Um prisioneiro fantasma [en] (detento não registrado nos documentos) relatou que al-Jamadi estava passivo e nervoso, “como uma criança assustada”, e que não havia “necessidade de ser físico com ele”, embora um interrogador tenha começado a gritar com ele logo em seguida, exigindo saber onde as armas estavam escondidas. Em 28 de abril de 2004, fotos tiradas por Jeremy Sivits [en] e outros soldados presentes na prisão foram divulgadas pela CBS News.

A causa de sua morte não era amplamente conhecida até 17 de fevereiro de 2005, quando foi revelado que ele havia morrido após um interrogatório infrutífero de meia hora, durante o qual, contrariando as diretrizes oficiais, foi suspenso de uma janela gradeada pelos pulsos, que estavam amarrados atrás das costas. As reportagens descreveram o tratamento de al-Jamadi como a técnica de tortura strappado. O correspondente da Associated Press, Seth Hettena, relatou que 30 minutos após o início do interrogatório, o interrogador da CIA pediu aos guardas que reposicionassem al-Jamadi, acreditando que ele estivesse “brincando de gambá”, pois estava curvado com os braços esticados para trás. Mas os guardas acharam o contrário:
"Depois que descobrimos que ele estava morto, eles ficaram nervosos”, disse o especialista Dennis Stevanus sobre o interrogador e o tradutor da CIA. “Eles não sabiam o que fazer."
De acordo com o soldado Jason Kenner, um PM da 372ª Companhia de Polícia Militar [en], al-Jamadi foi levado para a prisão pelos Navy SEALs em bom estado de saúde. Kenner afirmou que, quando al-Jamadi foi retirado dos chuveiros, morto, ele parecia muito machucado. Kenner também relatou uma “batalha” entre os interrogadores da CIA e do Exército dos EUA sobre quem deveria se responsabilizar pelo corpo.
O capitão Donald Reese, comandante da 372ª Companhia de Polícia Militar, testemunhou sobre a morte de al-Jamadi, dizendo o seguinte sobre o prisioneiro falecido: “Disseram-me que, quando ele foi trazido, estava combativo, que o levaram para a sala e, durante o interrogatório, ele faleceu [...]. O corpo estava sangrando pela cabeça, nariz e boca.” Reese afirmou que o cadáver foi trancado em um chuveiro durante a noite e, no dia seguinte, recebeu um soro intravenoso, numa tentativa de ocultar os fatos dos outros prisioneiros. Ele disse que o corpo foi autopsiado, e a causa da morte foi identificada como um coágulo de sangue causado por trauma.
O Segundo-Sargento Ivan Frederick escreveu um relato para sua família em novembro de 2003, dizendo que os interrogadores haviam “estressado tanto o homem que ele morreu. [Os funcionários da prisão] colocaram seu corpo em um saco para cadáveres e o embalaram em gelo por aproximadamente vinte e quatro horas no chuveiro. [...] No dia seguinte, os médicos vieram, colocaram seu corpo em uma maca, instalaram uma intravenosa falsa em seu braço e o levaram embora.”
Al-Jamadi passou a ser conhecido por alguns funcionários de Abu Ghraib como “The Iceman” e “Mr. Frosty”. Outros o chamavam de “Bernie”, uma referência ao filme Weekend at Bernie's, no qual um corpo morto é tratado como se ainda estivesse vivo.

## Investigação
Em agosto de 2007, Thomas Pappas [en], o oficial de maior patente presente durante o interrogatório e no momento da morte, recebeu imunidade em troca de seu testemunho na corte marcial de seu subordinado, o tenente-coronel Steven L. Jordan [en], que foi absolvido. Em 2011, John Durham [en], procurador dos EUA nomeado pelo Partido Republicano de Connecticut e encarregado de investigar a CIA, começou a convocar testemunhas perante um grande júri federal secreto em Alexandria, Virgínia, para investigar, entre outras questões, a morte de al-Jamadi.

## Em outras mídias
Anthony Diaz, Jeffery Frost, Sabrina Harman e Javal Davis são entrevistados no filme Standard Operating Procedure [en] (Procedimento Operacional Padrão), de 2008, sobre a presença e o cadáver de al-Jamadi em Abu Ghraib.